# 大拉施
大拉施是德国梅克伦堡-前波莫瑞州的一个市镇。总面积27.22平方公里，总人口983人，其中男性495人，女性488人（2011年12月31日），人口密度36人/平方公里。